# Stora Svartevattnet (Hjärtums socken, Bohuslän)
Stora Svartevattnet är en sjö i Lilla Edets kommun i Bohuslän och ingår i Göta älvs huvudavrinningsområde.